# Il Pioniere dell'Unità
Il Pioniere dell'Unità était un magazine de bandes dessinées publié comme supplément du jeudi de l'Unità dans les années 1960.

## Histoire
Il Pioniere dell'Unità a commencé à etre publié le 13 juin 1963 et a cessé le 29 décembre 1966. Il sortait chaque jeudi comme supplément de l'Unità. Le rédacteur en chef du magazine était Marcello Argilli. Le magazine a été précédé par Pioniere, dont il était la suite naturelle après sa fermeture en 1962. Au terme de son parcours éditoriale en tant que supplément de l'Unità, la revue a été publiée par l'UDI (Unione Donne Italiane), sous le nom de Pioniere Noi Donne, jusqu'en 1970,,,,.
Le Comitato Ricerca Associazione Pionieri (CRAP) a contribué à la recherche et à la valorisation de tous les journaux et documents décrits ici.

## Equipe de rédaction
D'importants intellectuels, illustrateurs, écrivains et journalistes de la culture italienne ont participé à la production de ce journal, notamment Gianni Rodari, avec ses nouvelles dans la rubrique Il Juke Box, Amedeo Gigli, Marcello Argilli, Vinicio Berti, Remigio Barbieri, Bertoni Jovine Dina, Italo Calvino, Flavio Gasperini, Alfonso Gatto, Michele Lalli, Elsa Morante, Dino Platone, Dina Repetto, Berto Ruschi, Leone Sbrana, Giana Anguissola (Pioniere Unità 1964), Diana Spinelli, Luisa Sturani et d’autres.

## Rubriques
Les rubriques allaient du courrier des lecteurs à la chronique Juke Box de Gianni Rodari, en passant par L'avventurosa Storia dell'uomo, puis d'autres sur le sport, la science-fiction, les histoires vraies et récits courts sur les partisan.e.s, ainsi que des jeux et divers passe-temps.

## Personnages
Les personnages principaux des différentes bandes dessinées étaient :
- Pif: publié pour la première fois dans le Pioniere de 1955. Les plaques étaient d'origine française, produites pour le journal pour la jeunesse Vaillant.
- Atomino: créé par Marcello Argilli (texte) et Vinicio Berti (dessins), c'est un être mystérieusement généré lors d'une explosion atomique ratée, rejoint dans ses aventures par son inséparable amie Smeraldina. Il était publié dans ce magazine et plus tard également dans Pioniere Noi Donne, ainsi que dans le magazine pour la jeunesse Frösi en RDA (République démocratique allemande) à partir de 1964. Des histoires d'Atomino ont également été publiées dans des livres au fil des ans.